# 원피스: 기계태엽성의 메카거병
원피스 - 기계태엽성의 메카거병(ONE PIECE THE MOVIE カラクリ城のメカ巨兵)은 2006년에 제작된 일본의 애니메이션 영화로 동명 만화를 원작으로 한 TV시리즈 원피스의 7번째 극장판이다. 
대한민국에는 ㈜토트엔터테인먼트가 작품을 수입하여 2006년 10월 26일에 한국어 더빙과 원어 자막 형태 두 가지 형식으로 극장 개봉하였다. 이는 원피스 극장판 중 대한민국 내에서 최초로 극장 개봉한 것이다.

## 주제가
〈사야엔도〉
작사 - zopp / 작곡·편곡 - Shusui, Fredrik Hult, Jonas Engstrand, Ola Larsson / 노래 - NEWS

## 대한민국 개봉

### 크레딧
- 수입 : ㈜토트엔터테인먼트
- 배급 : ㈜엠케이픽처스
- 투자 : 케이비에스인터넷㈜(KBSi 명의)
- 홈페이지 : https://web.archive.org/web/20061130033115/http://www.onepiece2006.co.kr/
- 엔딩곡 : "모닝글로리 (Morning Glory)" - 로켓다이어리

### 목소리 출연
- 강수진 : 루피 역
- 김소형 : 우솝 역
- 김승준 : 조로 역
- 정미숙 : 나미 역
- 故 김일 : 상디 역
- 소연 : 로빈 역
- 김순선 : 로바 역
- 박영남 : 쵸파 역

#### 특별출연
나몰라 패밀리
- 김경욱 : 라체트 역
- 김재우 : 극락돈보 역
- 김태환 : 마지장군 / 홍키대위 역

## 한국어 더빙 제작진(투니버스)
목소리 출연
- 강수진 - 루피 役
- 정미숙 - 나미 役
- 김승준 - 조로 役
- 김소형 - 우솝 役
- 박영남 - 쵸파 役
- 소연 - 로빈 役
- 박성태 - 상디 役
- 성선녀 - 노파 役
- 신용우 - 라체트 役
- 홍범기 - 혼키 役
- 이호산 - 마지 役
- 김영찬 - 집사 役
- 최승훈 - 전보벌레 役
- 김현심
- 김현지

주제가 [우리들의 우정]
- 개사 : 서명주
- 노래 : 지무, 가리나 프로젝트, 임재환
- 음악연출 : 김정아
- 녹음, 믹싱 : 이성주

우리말 제작
- 번역 : 서명주
- 녹음, 믹싱 : 조일오
- 종합편집 : 심정희
- 타이틀 : 김주수
- 넌리니어 : 서선지
- 연출 : 계인선
- 우리말 제작 : 투니버스